# تام گایسلر
تام گایسلر (انگلیسی: Tom Geißler؛ زادهٔ ۱۲ سپتامبر ۱۹۸۳) بازیکن فوتبال اهل آلمان است.
از باشگاه‌هایی که در آن بازی کرده‌است می‌توان به باشگاه فوتبال زاکسن لایپزیگ، باشگاه فوتبال ماینتس ۰۵، باشگاه فوتبال کارل زایس ینا، باشگاه فوتبال لایپزیگ، باشگاه فوتبال ارتسگبیرگ آئو، و باشگاه فوتبال اسنابروک اشاره کرد.
وی همچنین در تیم ملی فوتبال زیر ۲۱ سال آلمان بازی کرده‌است.